# 6000 Enemies
Pour plus de détails, voir Fiche technique et Distribution.
6000 Enemies est un film américain réalisé par George B. Seitz, sorti en 1939.

## Synopsis
Steve Donegan est un procureur de district récemment élu, qui lance une campagne contre le crime organisé. Joe Silenus, un chef de la mafia, complote pour accuser Donegan d'avoir accepté un pot-de-vin, faisant qu'il est condamné à la prison, où il retrouve tous les hommes qu'il a condamnés lors de sa croisade contre le crime. Martin reçoit l'ordre d'éliminer Donegan et Anne Barry, la condamnée pour détournement de fonds, lui sauve la vie en alertant les gardes de ses cris.
Le frère de Steve poursuit Silenus, déguisé en chauffeur afin de prouver son innocence. Socks Martin renverse Steve Donegan six fois mais il continue de se lever et de se battre. Deux revolvers sont introduits en contrebande dans la prison à l'intérieur d'un panier de fruits destiné au gardien. Socks suggère que Steve le rejoigne pendant l'évasion de la prison. Lorsque Phil arrive à la prison pour voir Steve, il est abattu dans l'allée juste devant les portes. Les prisonniers se révoltent à la suite des coups de feu et la rumeur d'évasion de la prison commence.

## Fiche technique
- Titre français : 6000 Enemies
- Réalisation : George B. Seitz, assisté de John Waters (non crédité)
- Scénario : Bertram Millhauser (en)
- Direction artistique : Cedric Gibbons
- Photographie : John F. Seitz
- Musique : Edward Ward
- Production : Lucien Hubbard
- Société de production : Metro-Goldwyn-Mayer
- Pays de production : États-Unis
- Format : Noir et blanc
- Genre : drame
- Date de sortie : 1939

## Distribution
- Walter Pidgeon : Steve Donegan
- Rita Johnson : Anne Barry
- Paul Kelly : Dr Malcolm Scott
- Nat Pendleton : 'Socks' Martin
- Harold Huber : Joe Silenus
- Grant Mitchell : Warden Parkhurst
- John Arledge : Phil Donegan
- J. M. Kerrigan : Dan Barrett
- Adrian Morris : 'Bull' Snyder
- Guinn 'Big Boy' Williams : Maxie
- Arthur Aylesworth : Dawson
- Raymond Hatton : 'Wibbie' Yern
- Tom Neal : Ransom
- Willie Fung : Wang
- Esther Dale : Matron

Acteurs non crédités
- Ernie Adams : Sbire
- King Baggot : Prisonnier Charlie
- James Flavin : Annonceur
- Bernadene Hayes : Flo, prisonnière
- Mitchell Lewis : Prisonnier Milky
- Wilfred Lucas : Député
- George Magrill : Sbire
- George Melford : Bailiff
- Jack Mulhall : Prisonnier O'Toole
- William Tannen : Secrétaire de Warden
- Harry Tenbrook : Prisonnier
- Ernest Whitman : Willie Johnson
- William Worthington : Frank Jordan